# Epedanidae
Famille
Les Epedanidae sont une famille d'opilions laniatores. On connaît près de 140 espèces dans 64 genres.

## Distribution
Les espèces de cette famille se rencontrent en Asie et en Océanie.

## Liste des genres
Selon World Catalogue of Opiliones (04/04/2023) :
- Acrobuninae Roewer, 1912
  - Acrobunus Thorell, 1891
  - Anacrobunus Roewer, 1927
  - Harpagonellus Roewer, 1927
  - Metacrobunus Roewer, 1915
  - Paracrobunus Suzuki, 1977
- Dibuninae Roewer, 1912
  - Dibunus Loman, 1906
- Epedaninae Sørensen, 1886
  - Alloepedanus Suzuki, 1985
  - Balabanus Suzuki, 1977
  - Caletor Loman, 1892
  - Caletorellus Roewer, 1938
  - Dino Loman, 1892
  - Epedanellus Roewer, 1911
  - Epedanidus Roewer, 1943
  - Epedanulus Roewer, 1914
  - Epedanus Thorell, 1876
  - Euepedanus Roewer, 1915
  - Funkikoa Roewer, 1927
  - Heterobiantes Roewer, 1912
  - Heteroepedanus Roewer, 1912
  - Lobonychium Roewer, 1938
  - Metathyreotus Roewer, 1913
  - Metepedanulus Roewer, 1914
  - Metepedanus Roewer, 1912
  - Nanepedanus Roewer, 1938
  - Neoepedanus Roewer, 1912
  - Paratakaoia Suzuki, 1985
  - Parepedanulus Roewer, 1914
  - Plistobunus Pocock, 1903
  - Pseudoepedanus Suzuki, 1969
  - Pseudomarthana Hillyard, 1985
  - Takaoia Roewer, 1911
  - Thyreotus Thorell, 1889
  - Toccolus Roewer, 1927
  - Zepedanulus Roewer, 1927
- Sarasinicinae Roewer, 1923
  - Acanthepedanus Roewer, 1912
  - Albertops Roewer, 1938
  - Asopella Kury, 2020
  - Delicola Roewer, 1938
  - Gintingius Roewer, 1938
  - Kilungius Roewer, 1915
  - Koyanus Roewer, 1938
  - Kuchingius Roewer, 1927
  - Opelytus Roewer, 1927
  - Padangcola Roewer, 1963
  - Panticola Roewer, 1938
  - Parepedanus Roewer, 1912
  - Pasohnus Suzuki, 1976
  - Pseudobiantes Hirst, 1911
  - Punanus Roewer, 1938
  - Sarasinica Strand, 1914
  - Sembilanus Roewer, 1938
  - Sinistus Kury, 2020
  - Siponnus Roewer, 1927
  - Sungsotia Tsurusaki, 1995
  - Tegestria Roewer, 1936
  - Tonkinatus Roewer, 1938
- sous-famille indéterminée
  - Dumaguetes Roewer, 1927
  - Gasterapophus Zhang, Lian & Zhang, 2015
  - Parabeloniscus Suzuki, 1967
  - Sotekia Suzuki, 1982
  - Tokunosia Suzuki, 1964
  - † Biungulus Bartel, Dunlop, Sharma, Selden, Ren & Shih, 2021
  - † Gigantocheles Bartel, Dunlop, Sharma, Selden, Ren & Shih, 2021
  - † Petrobunoides Selden, Dunlop, Giribet, Zhang & Ren, 2016

## Publication originale
- Sørensen, 1886 : « Opiliones. » Die Arachniden Australiens nach der Natur beschrieben und abgebildet, p. 53–86.